# ابن الدهان واسطی
ابوبکر، مبارک واسطی شهرت‌یافته به ابن الدَهّان واسطی و وجیهِ واسطی (۱۱۳۸-۱۲۱۵) فقیه، مفسر، زبان‌شناس و ادیب عراقی بود که به پزشکی، اخترشناسی و فلسفه نیز دانایی داشت. واسطی سال‌های بسیاری در نظامیه بغداد، استاد نحو بود. او را در آموزش، نیک‌آموز و بسیار شکیبا بر شاگردان وصف کرده‌اند که با خوشرویی پاسخ آنان را می‌داد. گمان برده‌اند که او بر زبان‌های فارسی، ترکی، حبشی، رومی، ارمنی و زنگی نیز آشنایی نسبی یا کامل داشته است؛ اگر دانش‌آموز غیر عربی سخنش را درک نمی‌کرد، به زبان او درس را شرح می‌داد. ابن الدهان به نوشتن آثاری در نحو نیز پرداخت. به شعرگویی روی آورد و در قافیه‌ها بسیار جناس به‌کار برد.